# 利比亞的切爾克斯人
利比亞的切爾克斯人，人口約30000人，多生活在班加西和米蘇拉塔。他們已經融入利比亞社會，大多被阿拉伯化。
不同於中東其他國家的切爾克斯人，利比亞的切爾克斯人多在9世紀來到，作為哈里發的馬木留克軍人